# Walter von Brockdorff-Ahlefeldt
Walter Kurt Thilo Graf von Brockdorff-Ahlefeldt, né le 13 juillet 1887 à Perleberg et mort le 9 mai 1943 à Berlin, est un General der Infanterie allemand qui a servi au sein de la Heer dans la Wehrmacht pendant la Seconde Guerre mondiale.
Il a été récipiendaire de la croix de chevalier de la croix de fer avec feuilles de chêne. La croix de chevalier de la croix de fer et son grade supérieur, les feuilles de chêne, sont attribués pour récompenser un acte d'une extrême bravoure sur le champ de bataille ou un commandement militaire avec succès.

## Biographie
Von Brockdorff-Ahlefeldt appartient à une antique famille de l’aristocratie allemande du Holstein, dont les ancêtres, les Ahlefeldt et les Brockdorff, possédaient d’immenses domaines et étaient au service de la couronne du Danemark. Il est le fils d’un capitaine de l’armée prussienne, le comte Ernst von Brockdorff-Ahlefeldt (1854-1931) et de son épouse, née Elisabeth von Jagow.
Von Brockdorff-Ahlefeldt entre en 1907 au 3e bataillon de chasseurs à pied (de), à Lübben. Il devient chef de compagnie, puis capitaine d’infanterie en 1916, après avoir combattu sur le front occidental (notamment à Verdun, où il reçoit la croix de fer de 2e classe) et sur le front oriental.
Une fois démobilisé en Allemagne, il fait partie de la vieille garde allemande monarchiste qui s’oppose à la république de Weimar et il participe en 1920 au putsch de Kapp. Il est donc condamné à cinq ans de prison qu’il effectue à Hambourg, et il est libéré peu de temps après, lors d’une amnistie proclamée par Hindenburg. Il est lieutenant-colonel en 1931 et colonel en 1934.
C’est d’un œil favorable qu’il voit les débuts du national-socialisme qui remettait en cause le traité de Versailles et qui avait pu abattre la république de Weimar dont Brockdorff-Ahlefeldt détestait l’impéritie. Cependant il désapprouve l’assassinat de Schleicher en 1934 et l’homicide de Bredow, ainsi que les thèses racistes du nouveau régime. Il est l’un des rares généraux allemands opposés aux thèses d’Hitler.
Brockdorff-Ahlefedt est élevé au grade de major-général le 1er avril 1937. Il est parmi ceux qui envahissent la Pologne en septembre 1939, et il est d’accord avec la politique de conquête de l’Allemagne, pour effacer l’humiliation de Versailles. Il commande ensuite le XXVIIIe corps d’armée, ce qui l’amène à conquérir aussi la France en juin 1940. Le 21 juin 1940, il est nommé à la tête du second corps d’armée formé de divisions venant du nord de l’Allemagne (Poméranie, Mecklembourg, Brandebourg, Prusse-Occidentale, Schleswig-Holstein, Oldenbourg). Il participe à l’opération Barbarossa en envahissant l’URSS. Il est nommé général d’infanterie, le 1er août 1940.
Il commande le IIème corps d’armée en URSS, lorsque ses troupes, pendant l’hiver glacial 1941-1942, sont encerclées par les armées soviétiques dans la poche de Demiansk (18 janvier – 28 avril 1942), où la bataille fait rage pendant des mois. La Luftwaffe parvient à ravitailler la poche, mais ce n’est qu’en mai 1942 que l’encerclement est rompu par le lieutenant-général von Seydlitz-Kurzbach.
Il est dans la réserve du Führer de l’OKH à partir de janvier 1943, car il souffre d’une maladie chronique rhumatismale et il meurt en mai 1943 à l’hôpital militaire de Zehlendorf à Berlin.

## Décorations
- Croix de fer (1914)
  - 2e classe
  - 1re classe
- Insigne des blessés (1918)
  - en noir
- Croix d'honneur
- Médaille de service de la Wehrmacht 4e à 1re classe
- Médaille des Sudètes
- Médaille du front de l'Est
- Insigne de Demiansk
- Agrafe de la croix de fer (1939)
  - 2e classe (19 septembre 1939)
  - 1re classe (20 octobre 1939)
- Croix de chevalier de la croix de fer avec feuilles de chêne
  - Croix de chevalier le 15 juillet 1941 en tant que General der Infanterie et commandant du II. Armeekorps[4]
  - 103e feuilles de chene le 27 juin 1942 as General der Infanterie et commandant du II. Armeekorps[5]